# Brazilians Against Time
Brazilians Against Time (BrAT) é uma maratona de speedrun criada pelo speedrunner brasileiro Hugo "Hugo4fun" Carvalho. Fundada em 2016, a organização realizou diversas campanhas de doações para as instituições Médico Sem Fronteiras, APAE-SP (atual Instituto João Clemente) e AACD. A instituição foi criada sob inspiração do evento americano Awesome Games Done Quick (AGDQ) e é a primeira maratona do gênero no Brasil.
Em 2018, a maratona realizou sua quarta edição na Brasil Game Show e recebeu apoio do jogador profissional de CS:GO FalleN. Até as edições de 2022, Brazilians against Time arrecadou um somatório de 139 mil reais para instituições beneficentes.

## História
A primeira edição de BrAt foi realizada por Hugo Carvalho, que havia participado do evento Awesome Games Done Quick desde 2013, em 2016 na cidade de São Paulo. Segundo Carvalho, seu evento teve dificuldades em trabalhar com as organizações beneficentes no início, porém conseguiu angariar mais apoio após atingir o limite de doações em uma campanha para a AACD.
Em 2018, a maratona arrecadou a soma de suas receitas de 2016 e 2017, somando 26 mil reais. Durante o evento, os organizadores realizaram o icentivo "save or kill the animals", prática costumeira da americana AGDQ. Arrecadou 19 mil reais para a APAE em 2019 e, contando até 2022, a organização havia doado um total de 32 mil reais aos Médicos Sem Fronteiras.